# 생각보다 맑은
《생각보다 맑은》은 한지원 감독이 한국예술종합학교에서 수학하던 시절 만든 4편의 단편 애니메이션을 한데 묶어 개봉한 작품이다. 상영되는 작품은 각각 〈럭키 미〉(2014), 〈사랑한다 말해〉(2014), 〈코피루왁〉(2010), 〈학교 가는 길〉(2013)이다.

## 줄거리
〈럭키 미〉
대학 졸업반 두식. 뒤늦게 짝사랑의 열병을 앓는 그에게 가족과 친구들은 취직이나 하라고 압박한다. 그저 두식은 사랑도, 미래도 진짜 좋아하는 걸 하고 싶을 뿐인데…
〈사랑한다 말해〉
사내 비밀 커플 은솔과 김부장. 은솔은 결혼을 앞두고도 사랑한다는 말은커녕, 속내를 알 수 없는 김부장이 불안하다. 그녀는 무슨 수를 써서라도 그에게 사랑한다는 말을 들으려고 한다.
〈코피루왁〉
메탈신의 계시를 받은 예미는 함께 음악을 시작했던 친구 강보가 대학입시에 전념하겠다며 갑자기 밴드 탈퇴를 통보하자 기가 막힌다. 예미는 죽어도 음악을 포기하고 싶지 않은데…
〈학교 가는 길〉
호기심 많은 9살 푸들 마로. 견생 9년 만에 처음 홀로 집을 뛰쳐나와 주인을 따라 나서지만 이내 옆길로 새버리고, 낯선 숲에 발을 들이며 처음 본 놀라운 세상과 마주한다.

## 기타
이 작품은 영화진흥위원회의 2014년 하반기 극장용 애니메이션 개봉지원사업에 선정되었다. 선정 당시 제목은 〈강아지, 여과장, 고구마 그리고 기타소녀〉였다. 에피소드 중 〈럭키 미〉는 고아라 작가의 동명 웹툰을 원작으로 만들어졌다.